# Otgonbátaryn Úganbátar
Otgonbátaryn Úganbátar nebo Úganbátar Otgonbátar, (* 19. února 1988) je mongolský zápasník–judista.

## Sportovní kariéra
Na mezinárodní scéně se objevuje od roku 2009. V roce 2012 se na olympijské hry v Londýně nekvalifikoval. V roce 2016 dostal v nominaci na olympijské hry v Riu přednost před krajanem Dagvasürenem, ale své ambice nenaplnil. Vypadl v úvodním kole s Egypťanem Mohameden Abdelaalem po nasazeném škrcení.

### Vítězství
- 2016 - 1x světový pohár (Oberwart)

## Výsledky
| Turnaj            | 2010             | 2011             | 2012             | 2013             | 2014             | 2015             | 2016             |  |
| Turnaj            | 22               | 23               | 24               | 25               | 26               | 27               | 28               |  |
| Turnaj            | polostřední váha | polostřední váha | polostřední váha | polostřední váha | polostřední váha | polostřední váha | polostřední váha |  |
| ----------------- | ---------------- | ---------------- | ---------------- | ---------------- | ---------------- | ---------------- | ---------------- |  |
| Olympijské hry    |                  |                  | —                |                  |                  |                  | úč.              |  |
| Mistrovství světa | úč.              | úč.              |                  | 5.               | úč.              | úč.              |                  |  |
| Asijské hry       | 5.               |                  |                  |                  | —                |                  |                  |  |
| Mistrovství Asie  |                  | —                | 7.               | 3.               |                  | 3.               | 5.               |  |